# Strade francesi per Santiago di Compostela
Le strade francesi per Santiago di Compostela sono un insieme di percorsi e luoghi che costituiscono le testimonianze del Cammino di Santiago di Compostela in territorio francese. Si tratta tra l'altro di 7 tratti di percorsi e 71 monumenti che sono stati dichiarati patrimonio dell'umanità dall'UNESCO nel 1998.

## Lista dei beni tutelati

### Percorsi
Sette porzioni della Via Podense (o Chemin du Puy), per un totale di circa 160 chilometri sono tutelate:
1. 22 km tra Aroue e Ostabat[1] (Pirenei Atlantici).
2. 17 km tra Nasbinals e Saint-Chély-d'Aubrac (Lozère e Aveyron).
3. 17 km tra Saint-Côme-d'Olt e Estaing (Aveyron).
4. 35 km tra Lectoure e Condom (Gers).
5. 18 km tra Montredon e Figeac (Lot).
6. 22,5 km tra Faycelles e Cajarc (Lot).
7. 26 km tra Bach e Cahors (Lot).

Questa iscrizione sottolinea l'importanza del Chemin du Puy come itinerario contemporaneo privilegiato.

### Monumenti
|    | Monumento                                                                                       | Immagine | Località                    | Dipartimento       | Regione                     | Via             | Coordinate                 |
| -- | ----------------------------------------------------------------------------------------------- | -------- | --------------------------- | ------------------ | --------------------------- | --------------- | -------------------------- |
| 1  | Cattedrale di Saint-Front                                                                       |          | Périgueux                   | Dordogna           | Aquitania                   | Via Lemovicense | 45°11′01″N 0°43′22.01″E    |
| 2  | Chiesa di Saint-Avit                                                                            |          | Saint-Avit-Sénieur          | Dordogna           | Aquitania                   |                 | 44°46′26.94″N 0°48′57.85″E |
| 3  | Chiesa abbaziale di Notre-Dame de la Nativité                                                   |          | Le Buisson-de-Cadouin       | Dordogna           | Aquitania                   |                 | 44°48′40″N 0°52′25″E       |
| 4  | Vecchia Cattedrale di San Giovanni Battista                                                     |          | Bazas                       | Gironda            | Aquitania                   | Via Lemovicense | 44°25′53″N 0°12′35″W       |
| 5  | Basilica di San Severino                                                                        |          | Bordeaux                    | Gironda            | Aquitania                   | Via Turonense   | 44°50′35.56″N 0°35′08.59″W |
| 6  | Basilica di San Michele                                                                         |          | Bordeaux                    | Gironda            | Aquitania                   | Via Turonense   | 44°50′03.84″N 0°33′53.64″W |
| 7  | Cattedrale di Sant'Andrea                                                                       |          | Bordeaux                    | Gironda            | Aquitania                   | Via Turonense   | 44°50′16.01″N 0°34′40.01″W |
| 8  | Vecchia abbazia di Notre-Dame de la Sauve Majeure                                               |          | La Sauve                    | Gironda            | Aquitania                   |                 | 44°46′07.24″N 0°18′42.41″W |
| 9  | Chiesa di San Pietro                                                                            |          | La Sauve                    | Gironda            | Aquitania                   |                 | 44°46′07.63″N 0°19′00.74″W |
| 10 | Basilica di Notre-Dame-de-la-fin-des-Terres                                                     |          | Soulac-sur-Mer              | Gironda            | Aquitania                   | Via di Soulac   | 45°30′50.04″N 1°07′18.12″W |
| 11 | Chiesa di Santa Quiteria                                                                        |          | Aire-sur-l'Adour            | Landes             | Aquitania                   | Via Podense     | 43°41′49.92″N 0°16′06.96″W |
| 12 | Campanile-porta della vecchia chiesa                                                            |          | Mimizan                     | Landes             | Aquitania                   | Via di Soulac   | 44°12′14″N 1°14′10″W       |
| 13 | Abbazia di San Giovanni                                                                         |          | Sorde-l'Abbaye              | Landes             | Aquitania                   | Via Turonense   | 43°31′44″N 1°03′17″W       |
| 14 | Abbazia di Saint-Sever                                                                          |          | Saint-Sever                 | Landes             | Aquitania                   | Via Lemovicense | 43°45′35″N 0°34′27″W       |
| 15 | Cattedrale di San Caprasio                                                                      |          | Agen                        | Lot e Garonna      | Aquitania                   |                 | 44°12′24″N 0°37′09″E       |
| 16 | Cattedrale di Santa Maria                                                                       |          | Bayonne                     | Pirenei Atlantici  | Aquitania                   | Via di Soulac   | 43°29′26″N 1°28′39″W       |
| 17 | Chiesa di San Biagio                                                                            |          | L'Hôpital-Saint-Blaise      | Pirenei Atlantici  | Aquitania                   |                 | 43°15′05″N 0°46′10″W       |
| 18 | Porta San Giacomo                                                                               |          | Saint-Jean-Pied-de-Port     | Pirenei Atlantici  | Aquitania                   | Via Podense     | 43°09′49.29″N 1°14′03.69″W |
| 19 | Chiesa di Santa Maria                                                                           |          | Oloron-Sainte-Marie         | Pirenei Atlantici  | Aquitania                   | Via Tolosana    | 43°11′16″N 0°36′57″W       |
| 20 | Chiesa di Notre-Dame-du-Port                                                                    |          | Clermont-Ferrand            | Puy-de-Dôme        | Alvernia                    |                 | 45°46′50.5″N 3°05′22″E     |
| 21 | Cattedrale di Notre-Dame                                                                        |          | Le Puy-en-Velay             | Alta Loira         | Alvernia                    | Via Podense     | 45°02′44″N 3°53′05″E       |
| 22 | Hôtel-Dieu Saint-Jacques                                                                        |          | Le Puy-en-Velay             | Alta Loira         | Alvernia                    | Via Podense     | 45°02′45.16″N 3°53′02.95″E |
| 23 | Mont Saint-Michel                                                                               |          | Le Mont-Saint-Michel        | Manica             | Bassa Normandia             |                 | 48°38′09.7″N 1°30′41.01″W  |
| 24 | Chiesa priorale Sainte-Croix-Notre-Dame                                                         |          | La Charité-sur-Loire        | Nièvre             | Borgogna                    | Via Lemovicense | 47°10′39.31″N 3°01′02.95″E |
| 25 | Chiesa di San Giacomo                                                                           |          | Asquins                     | Yonne              | Borgogna                    | Via Lemovicense | 47°28′57.56″N 3°45′15.54″E |
| 26 | Basilica di Santa Maddalena                                                                     |          | Vézelay                     | Yonne              | Borgogna                    | Via Lemovicense | 47°27′59″N 3°44′54″E       |
| 27 | Collegiata di Santo Stefano (anticamente Collegiata di San Giacomo)                             |          | Neuvy-Saint-Sépulchre       | Indre              | Centro                      | Via Lemovicense | 46°35′44.02″N 1°48′29.02″E |
| 28 | Cattedrale di Santo Stefano                                                                     |          | Bourges                     | Cher               | Centro                      | Via Lemovicense | 47°04′55.99″N 2°23′57.01″E |
| 29 | Basilica di Notre-Dame                                                                          |          | L'Épine                     | Marna              | Champagne-Ardenne           |                 | 48°58′36.98″N 4°28′13.01″E |
| 30 | Chiesa di Notre-Dame-en-Vaux                                                                    |          | Châlons-en-Champagne        | Marna              | Champagne-Ardenne           |                 | 48°34′21.72″N 4°12′53.64″E |
| 31 | Tour Saint-Jacques (resti della Chiesa di Saint-Jacques-de-la-Boucherie)                        |          | Parigi                      | Parigi             | Île-de-France               | Via Turonense   | 48°51′29″N 2°20′56″E       |
| 32 | Vecchia chiesa abbaziale                                                                        |          | Saint-Gilles                | Gard               | Linguadoca-Rossiglione      | Via Tolosana    | 43°40′36.54″N 4°25′55.51″E |
| 33 | Vecchia abbazia di Gellona                                                                      |          | Saint-Guilhem-le-Désert     | Hérault            | Linguadoca-Rossiglione      | Via Tolosana    | 43°44′01″N 3°32′56″E       |
| 34 | Pont du Diable                                                                                  |          | Saint-Jean-de-Fos           | Hérault            | Linguadoca-Rossiglione      | Via Tolosana    | 43°42′27.57″N 3°33′26.88″E |
| 35 | Chiesa di San Leonardo                                                                          |          | Saint-Léonard-de-Noblat     | Alta Vienne        | Limosino                    | Via Lemovicense | 45°50′15″N 1°29′21.01″E    |
| 36 | Chiesa di Notre-Dame di Tramesaygues                                                            |          | Audressein                  | Ariège             | Midi-Pirenei                |                 | 42°55′48.15″N 1°01′25.96″E |
| 37 | Vecchia cattedrale, chiostro, cattedrale di Notre-Dame-de-la-Sède, palazzo vescovile, mura      |          | Saint-Lizier                | Ariège             | Midi-Pirenei                |                 | 43°00′06.01″N 1°08′15″E    |
| 38 | Chiesa abbaziale di Sainte-Foy                                                                  |          | Conques                     | Aveyron            | Midi-Pirenei                | Via Podense     | 44°35′57.25″N 2°23′53.17″E |
| 39 | Ponte sul Dourdou                                                                               |          | Conques                     | Aveyron            | Midi-Pirenei                | Via Podense     | 44°35′53.52″N 2°23′33.13″E |
| 40 | Pont-Vieux                                                                                      |          | Espalion                    | Aveyron            | Midi-Pirenei                | Via Podense     | 44°31′20.71″N 2°45′49.14″E |
| 41 | Ponte sul Lot                                                                                   |          | Estaing                     | Aveyron            | Midi-Pirenei                | Via Podense     | 44°33′11.1″N 2°40′18.83″E  |
| 42 | Ponte detto « dei pellegrini » sulla Boralde                                                    |          | Saint-Chély-d'Aubrac        | Aveyron            | Midi-Pirenei                | Via Podense     | 44°35′20.14″N 2°55′17.57″E |
| 43 | Vecchia cattedrale di Notre-Dame                                                                |          | Saint-Bertrand-de-Comminges | Alta Garonna       | Midi-Pirenei                |                 | 43°01′36.01″N 0°34′16″E    |
| 44 | Basilica paleocristiana, cappella di San Giuliano                                               |          | Saint-Bertrand-de-Comminges | Alta Garonna       | Midi-Pirenei                |                 | 43°01′40.74″N 0°33′27.95″E |
| 45 | Basilica di Saint-Sernin                                                                        |          | Tolosa                      | Alta Garonna       | Midi-Pirenei                | Via Tolosana    | 43°36′30.24″N 1°26′31.2″E  |
| 46 | Hôtel-Dieu Saint-Jacques                                                                        |          | Tolosa                      | Alta Garonna       | Midi-Pirenei                | Via Tolosana    | 43°35′59.86″N 1°26′11.84″E |
| 47 | Basilica di San Giusto                                                                          |          | Valcabrère                  | Alta Garonna       | Midi-Pirenei                |                 | 43°01′42.1″N 0°35′05.2″E   |
| 48 | Cattedrale di Santa Maria                                                                       |          | Auch                        | Gers               | Midi-Pirenei                | Via Tolosana    | 43°38′47″N 0°35′09″E       |
| 49 | Pont d’Artigues o de Lartigues                                                                  |          | Beaumont-sur-l’Osse         | Gers               | Midi-Pirenei                | Via Podense     | 43°56′01.47″N 0°18′18.34″E |
| 50 | Collegiata di San Pietro                                                                        |          | La Romieu                   | Gers               | Midi-Pirenei                | Via Podense     | 43°58′53.2″N 0°29′54.3″E   |
| 51 | Cattedrale di Santo Stefano                                                                     |          | Cahors                      | Lot                | Midi-Pirenei                | Via Podense     | 44°26′50″N 1°26′35″E       |
| 52 | Ponte Valentré                                                                                  |          | Cahors                      | Lot                | Midi-Pirenei                | Via Podense     | 44°26′42.2″N 1°25′54″E     |
| 53 | Dolmen di Pech-Laglaire                                                                         |          | Gréalou                     | Lot                | Midi-Pirenei                | Via Podense     | 44°32′05.34″N 1°51′55.25″E |
| 54 | Ospedale San Giacomo                                                                            |          | Figeac                      | Lot                | Midi-Pirenei                | Via Podense     | 44°36′36.01″N 2°01′45.44″E |
| 55 | Basilica di San Salvatore e cripta di Saint-Amadour                                             |          | Rocamadour                  | Lot                | Midi-Pirenei                |                 | 44°47′58.3″N 1°37′03.7″E   |
| 56 | Hospice du Plan e cappella di Notre-Dame-de-l’Assomption, conosciuta come Cappella dei Templari |          | Aragnouet                   | Alti Pirenei       | Midi-Pirenei                |                 | 42°46′50.62″N 0°11′41.79″E |
| 57 | Chiesa parrocchiale di San Giovanni Battista                                                    |          | Gavarnie                    | Alti Pirenei       | Midi-Pirenei                |                 | 42°43′56.71″N 0°00′37.77″W |
| 58 | Chiesa di San Lorenzo                                                                           |          | Jézeau                      | Alti Pirenei       | Midi-Pirenei                |                 | 42°54′04.68″N 0°22′51.12″E |
| 59 | Chiesa di San Giacomo                                                                           |          | Ourdis-Cotdoussan           | Alti Pirenei       | Midi-Pirenei                |                 | 43°02′54.78″N 0°00′24.85″E |
| 60 | Chiesa di Notre-Dame-du-Bourg                                                                   |          | Rabastens                   | Tarn               | Midi-Pirenei                |                 | 43°49′15.86″N 1°43′28.99″E |
| 61 | Chiesa abbaziale di San Pietro e chiostro                                                       |          | Moissac                     | Tarn e Garonna     | Midi-Pirenei                | Via Podense     | 44°06′18.86″N 1°05′04.37″E |
| 62 | Cattedrale di Notre-Dame                                                                        |          | Amiens                      | Somme              | Piccardia                   |                 | 49°53′39.98″N 2°18′07″E    |
| 63 | Chiesa di San Giacomo Maggiore e San Giovanni Battista                                          |          | Folleville                  | Somme              | Piccardia                   |                 | 49°40′35.93″N 2°21′48.36″E |
| 64 | Chiesa parrocchiale di San Giacomo                                                              |          | Compiègne                   | Oise               | Piccardia                   |                 | 49°25′01.09″N 2°49′40.01″E |
| 65 | Basilica di Sant'Eutropio di Saintes                                                            |          | Saintes                     | Charente Marittima | Poitou-Charentes            | Via Turonense   | 45°44′36.24″N 0°38′29.04″W |
| 66 | Abbazia reale di San Giovanni Battista                                                          |          | Saint-Jean-d'Angély         | Charente Marittima | Poitou-Charentes            | Via Turonense   | 45°56′38.36″N 0°31′21.75″W |
| 67 | Chiesa di San Pietro                                                                            |          | Aulnay                      | Charente Marittima | Poitou-Charentes            | Via Turonense   | 46°01′22.44″N 0°21′18.72″W |
| 68 | Vecchio ospedale dei Pellegrini                                                                 |          | Pons                        | Charente Marittima | Poitou-Charentes            | Via Turonense   | 45°34′10.23″N 0°33′06.64″W |
| 69 | Chiesa di Sant'Ilario                                                                           |          | Melle                       | Deux-Sèvres        | Poitou-Charentes            | Via Turonense   | 46°13′12″N 0°07′59.04″W    |
| 70 | Chiesa di Saint-Hilaire-le-Grand                                                                |          | Poitiers                    | Vienne             | Poitou-Charentes            | Via Turonense   | 46°34′38.9″N 0°19′56.9″E   |
| 71 | Chiesa di Sant'Onorato                                                                          |          | Arles                       | Bocche del Rodano  | Provenza-Alpi-Costa Azzurra | Via Tolosana    | 43°40′16.3″N 4°38′12.4″E   |